# Abondance
Abondance je francouzský sýr. Počátky jeho výroby sahají do 5. století. K jeho výrobě se používá polotučné mléko krav pasoucích se na horských pastvinách. Zraje až 3 měsíce v dřevěných formách. Po dozrání má sýr žluté děrované jádro a ostře oranžovou kůrku. Kůrka se musí před konzumací odstranit. Sýr zraje až 90 dní a může vážit až 12 kg. Jeho chuť je ostrá s vůní po ovoci a lískových oříšcích.